# Georges Athénas
Pour les articles homonymes, voir Athénas et Leblond.
Georges Emmanuel Félix Hilaire Athénas, né le 26 février 1877 à Saint-Denis de La Réunion et mort le 8 mai 1953 dans le 6e arrondissement de Paris, est un historien, critique d'art, écrivain et journaliste français.
Il a remporté le prix Goncourt en 1909 pour le roman En France, qu'il a coécrit avec son cousin Aimé Merlo sous le pseudonyme de Marius-Ary Leblond, ce qui lui vaut d'être souvent appelé Marius Leblond. Il a par la suite été secrétaire du maréchal Joseph Gallieni de 1914 à 1916.
Il est mort commandeur de la Légion d'honneur.